# Kirundo (commune)
Kirundo is een gemeente (commune) in de provincie  Kirundo in Burundi.  De hoofdplaats van de gemeente draagt dezelfde naam.